# Ney Maranhão
Ney de Albuquerque Maranhão ComMM (Moreno, 10 de dezembro de 1927 – Recife, 11 de abril de 2016) foi um político brasileiro filiado ao Partido Trabalhista Cristão (PTC). Por Pernambuco, foi senador e deputado federal por dois mandatos, além de prefeito de Moreno.

## Carreira política
Foi prefeito do município de Moreno (PE), deputado federal por quatro legislaturas (PTB/PE), e cassado pela ditadura militar.
Foi senador da República (1988-1995), primeiramente pelo Partido Municipalista Brasileiro (PMB), passando depois para o Partido da Reconstrução Nacional (PRN), ocupando a vaga deixada pelo falecimento do senador Antônio Farias.
Destacou-se como membro da "tropa de choque" do ex-presidente Fernando Collor de Mello, sendo um dos três senadores que votaram contra a perda dos direitos políticos do ex-presidente. Era conhecido também por utilizar ternos de linho branco e suas inseparáveis "alpercatas" (sandálias) de couro, mesmo nas ocasiões formais no Senado Federal.
Ficou conhecido como "Senador Boiadeiro" e como um dos pioneiros na defesa do estreitamento das relações diplomáticas entre o Brasil e a China. Nos últimos anos de sua vida foi assessor do atual senador Fernando Collor de Mello.
Em 1993, como senador, Ney foi admitido pelo presidente Itamar Franco à Ordem do Mérito Militar no grau de Comendador especial.